# 1891年足球
以下記載著1891年世界各地有關足球的重要事件：

## 各地聯賽冠軍
| 國家   | 賽事                 | 冠軍   | 奪冠次數 | 上次奪標 |
| ------ | -------------------- | ------ | -------- | -------- |
| 英格兰 | 第3屆 英格蘭足球聯賽 | 愛華頓 | 第1次    | －       |

### 丹麥
- 維積利足球會

### 英格蘭
- 哈彭登城足球俱乐部（英语：Harpenden Town F.C.）
- 雷迪奇聯足球會

### 希臘
- 泛亚加亚足球俱乐部

### 北愛爾蘭
- 貝爾法斯特些路迪（英语：Belfast Celtic F.C.）

### 蘇格蘭
- 莱森足球俱乐部（英语：Vale of Leithen F.C.）

### 瑞典
- AIK足球俱乐部
- 佐加頓斯體育會

### 烏拉圭
- 佩那罗尔足球俱乐部 (當時為乌拉圭中部铁路板球俱乐部（英语：Central Uruguay Railway Cricket Club）)